# Bruce Joyner
Pour les articles homonymes, voir Joyner.
Bruce Joyner est un chanteur de rock et organiste américain né le 9 août 1952 à Valdosta, petite ville de Géorgie,. Il est décédé le 9 mars 2025 à Atlanta (Géorgie).

## Biographie
Il grandit en Géorgie où sa mère tient un bar. Grâce au jukebox, il écoute Elvis Presley, Chuck Berry, Bo Diddley, Roy Orbinson, Ray Charles, James Brown et plus particulièrement Buddy Holly qui le marque durablement. Tout au long de sa carrière, il revendique son appartenance à cette région du sud des États-Unis et l'influence du swamp des marais de l'Okkefenokee. Durant son enfance et son adolescence, il est victime de plusieurs accidents : il avale du révélateur photographique qui atteint sa voix, puis perd un œil à l'âge de 6 ans. À 14 ans, il est victime d'un grave accident de voiture qui le laisse partiellement paralysé. Sur scène, il sera contraint de jouer assis ou de se déplacer à l'aide de béquilles.
À la fin des années 1970, il part à Los Angeles où il fonde The Unknowns, groupe qui joue un rockabilly rapide avec un son garage.
À la suite de la séparation de The Unknowns en 1982, Bruce Joyner réalise plusieurs albums parfois en solo, parfois accompagné par différents groupes (The Plantations, The Tinglers, The Reconstruction, Atomic Clock). De manière générale, le son et les compositions sont influencés par le rock des années 1950, notamment avec le son des guitares Mosrite accompagné de fortes réverbérations. Cependant, sur certains albums comme Hot Georgia nights, on note aussi une ouverture à d’autres style musicaux comme le reggae et le ska.
Bruce Joyner présente la particularité d'être davantage connu en France qu'aux États-Unis, ce qui explique sa signature pour des labels français (Closer, New Rose).

## Discographie

### Album
- avec The Unknowns
  - 1981 The Unknowns (Bomp !)
  - 1981 Dream Sequence (Bomp !/Sire)
- avec The Plantations
  - 1983 Way down south (Closer / Bomp)
  - 1984 Slave of emotion (Closer)
  - 1986 Swimming with friends (Closer)
- en solo
  - 1987 Hot Georgia nights (New Rose)
  - 1992 Sir Real (New Rose)
  - 1993 Preludes and nocturnes (New Rose)
- avec The Tinglers
  - 1990 Beyond the dark (New Rose)
- avec The Reconstruction
  - 2010 Elements (Haunted Lake Records)
- avec The Atomic Clock
  - 2013 The devil is beating his wife (Closer)